# رئيف المهنا
رئيف المهنا مهندس معماري سوري حائز على شهادة الدكتوراة بالهندسة المعمارية من فرنسا.

## حياته
ولد في قرية بصير في منطقة حوران عام 1940، نال شهادة الهندسة المعمارية من مصر بمنحة تفوق وتخرج في العام 1963. بعدها سافر إلى فرنسا في عام 1968 ليحصل على شهادة الدكتوراه في العام 1973.

## مناصب تعليمية
- عين معيد في كلية الفنون الجميلة قسم العمارة.
- عين مدرساً في جامعة دمشق قسم الهندسة المعمارية في عام 1978.
- أصبح أستاذ مساعد في الجامعة.
- تكليفه وكيلا للشؤون العلمية في كلية الهندسة ومن ثم أصبح رئيساً لقسم نظريات وتاريخ العمارة في الكلية.
- عين مديراً عاماً لشركة الدراسات العامة حتى عام 2002.
- عمل في العديد من الجامعات العامة والخاصة وله العديد من المؤلفات والكتب التي تعتبر مراجع هامة في العمارة العربية والإسلامية والعالمية.

## جوائز
حصل على جائزة الأغا خان العالمية عن ابتكاره هو ومجموعة من اخوته المهندسين نظام بناء إنساني صحي واقتصادي يعتمد على الحجر في العام 1990.